# Чу Гён Хо
Чу Гён Хо (кор. 추경호, род. 29 июля 1960 года, Дальсон-кун, Кёнсан-Пукто, Республика Корея) — южнокорейский государственный и политический деятель, член Национального собрания от Дальсона с 2016 года. Ранее занимал посты лидера фракции «Сила народа» в парламенте (2024), заместителя премьер-министра и министром экономики и финансов при президенте Юн Сок Ёле (2022–2023) и исполняющего обязанности премьер-министра Республики Корея (2022), а также министра по координации государственной политики при президенте Пак Кын Хе и заместителя председателя Комиссии по финансовым услугам при правительстве Ли Мён Бака.

## Биография

### Ранние годы
Чу Гён Хо родился в Дальсоне, Кёнсан-Пукто и учился в средней школе Кейсун. В дальнейшем обучался в университете Корё, где получил степень бакалавра делового администрирования. Он также получил степень магистра экономики в Орегонском университете, США.

### Карьера
С 1987 года он работал в Экономическом плановом совете и Министерстве финансов и экономики. В это время он разработал основы южнокорейской макроэкономики. В 1999 году он был направлен во Всемирный банк, а также работал советником в Организации экономического сотрудничества и развития (ОЭСР) с 2006 по 2009 год. Также занимал должность заместителя председателя Комиссии по финансовым услугам.

### Политическая деятельность
После президентских выборов 2012 года президент Пак Кын Хе назначила его первым заместителем министра экономики и финансов в марте 2013 года. В июле 2014 года он был повышен до министра по координации государственной политики.
Перед парламентскими выборами 2016 года Чу присоединился к партии «Сэнури» вместе с Чон Чон Сопом, который также был членом кабинета при президенте Пак. Он баллотировался от Дальсона и был избран членом Национального собрания. Он стал директором Института Ёыйдо в марте 2017 года, вскоре после импичмента Пак Кын Хе. Был переизбран в парламент в 2020 году.
После президентских выборов 2022 года избранный президент Юн Сок Ёль назначил его заместителем премьер-министра и министром экономики и финансов.
Избран лидером фракции «Сила народа» в Национальном собрании в мае 2024 года. 7 декабря состоялось голосование по импичменту Юн Сок Ёля, после введения последним военного положения. Фракция «Сила народа» выступила против импичмента и покинула зал заседаний. Бойкот голосования подвергся широкой критике, из-за чего Чу Гён Хо объявил о своей отставке.

## Личная жизнь
Женат на Ким Хи Кён и имеет 2 дочерей.